# Morti il 3 marzo
| Questa pagina contiene informazioni ricavate automaticamente dalle voci biografiche con l'ausilio del template Bio e di un bot. L'aggiornamento è periodico e automatico e ricostruisce completamente la pagina. Se manca una persona in questa lista, sei pregato di non aggiungerla, ma accertati piuttosto che la sua voce biografica contenga il template Bio e che i dati anagrafici siano correttamente compilati. Se il template Bio manca, inseriscilo tu stesso o, in alternativa, metti l'avviso {{tmp\|Bio}} che ne segnala la mancanza. Se i dati riportati sono sbagliati, correggi direttamente la voce biografica; le modifiche saranno visibili in questa lista entro pochi giorni. Per chiarimenti vedi il progetto biografie. La lista contiene solo le 565 persone che sono citate nell'enciclopedia e per le quali è stato implementato correttamente il template Bio. Pagina aggiornata al 17 ago 2025. |

## III secolo(2)
- 298 - Cheledonio, militare e santo romano
- 298 - Emeterio, militare e santo spagnolo

## VI secolo(2)
- 532 - Vinvaleo di Landévennec, abate francese
- 567 - Artelaide di Benevento, santa

## X secolo(2)
- 934 - ʿUbayd Allāh al-Mahdī, imam
- 940 - Ibn 'Abd Rabbih, scrittore e poeta arabo (n. 860)

## XI secolo(2)
- 1009 - Abd al-Rahman Sanchuelo
- 1039 - Cunegonda, nobile tedesca

## XII secolo(1)
- 1195 - Ugo Puiset, vescovo cattolico francese

## XIII secolo(3)
- 1234 - Roberto III di Dreux, nobile francese (n. 1185)
- 1239 - Vladimiro Rurikovič, principe russo (n. 1187)
- 1292 - Chiara da Polenta, nobile e religiosa italiana

## XIV secolo(6)
- 1302 - Ruggero Bernardo III di Foix, trovatore e conte francese
- 1311 - Anthony Bek, vescovo cattolico inglese
- 1323 - Andrew Harclay, nobile e militare britannico (n. 1270)
- 1383 - Benedetta d'Arborea, nobile italiana (n. 1365)
- 1383 - Ugone III di Arborea, re
- 1386 - Guido de Beziis d'Arezzo, vescovo cattolico italiano

## XV secolo(6)
- 1405 - Marie de Coucy, nobile (n. 1366)
- 1421 - Jan Kropidło, arcivescovo cattolico polacco
- 1444 - Filippo di Savoia, nobile (n. 1417)
- 1452 - Pietro Geremia, religioso italiano (n. 1399)
- 1459 - Ausiàs March, poeta e cavaliere medievale spagnolo (n. 1400)
- 1491 - Annalena Malatesta, nobildonna e religiosa italiana (n. 1416)

## XVI secolo(17)
- 1508 - Giacomino de' Canepacci, religioso italiano (n. 1438)
- 1509 - Melchior von Meckau, cardinale e vescovo cattolico tedesco (n. 1440)
- 1510 - Ottaviano Gabrielli di Montevecchio, nobile italiano
- 1511 - Luigi II d'Amboise, vescovo cattolico e cardinale francese (n. 1477)
- 1525 - Thomas de Foix-Lescun, militare francese
- 1539 - Nicholas Carew, politico britannico
- 1542 - Arturo Plantageneto, nobile e militare britannico
- 1554 - Giovanni Federico I di Sassonia, tedesco (n. 1503)
- 1554 - Silvestro Landino, gesuita italiano (n. 1503)
- 1560 - Cristoforo Sabbadino, ingegnere italiano (n. 1489)
- 1568 - Charlotte de Laval, nobildonna francese (n. 1530)
- 1573 - Claudio di Guisa-Aumale, nobile francese (n. 1526)
- 1578 - Michail Kantakouzenos, mercante e politico ottomano (n. 1510)
- 1578 - Sebastiano Venier, doge
- 1589 - Giovanni Battista Eliano, gesuita, teologo e orientalista italiano (n. 1530)
- 1589 - Johannes Sturm, pedagogo tedesco (n. 1507)
- 1597 - Giovan Vettorio Soderini, agronomo italiano (n. 1527)

## XVII secolo(15)
- 1604 - Fausto Sozzini, teologo italiano (n. 1539)
- 1604 - Álvaro Manrique de Zúñiga, nobile spagnolo (n. 1532)
- 1605 - Papa Clemente VIII, papa, vescovo cattolico e cardinale italiano (n. 1536)
- 1616 - Mathias de l'Obel, botanico fiammingo (n. 1538)
- 1626 - William Cavendish, I conte di Devonshire, nobile e politico inglese (n. 1552)
- 1627 - Pedro de Mata y Haro, vescovo cattolico italiano (n. 1576)
- 1628 - Edward Somerset, IV conte di Worcester, nobile inglese (n. 1568)
- 1633 - Magnus Brahe, politico svedese (n. 1564)
- 1643 - Sigismondo Coccapani, pittore e architetto italiano (n. 1583)
- 1646 - Christopher Potter, presbitero britannico (n. 1591)
- 1649 - Maria d'Austria, religiosa austriaca (n. 1584)
- 1682 - Humprecht Johann Czernin von und zu Chudenitz, nobile e diplomatico boemo (n. 1628)
- 1688 - Maria I di Guisa, duchessa francese (n. 1615)
- 1692 - Eleonora Caterina del Palatinato-Zweibrücken-Kleeburg, principessa svedese (n. 1626)
- 1700 - Girolamo Casanate, cardinale italiano (n. 1620)

## XVIII secolo(31)
- 1703 - Robert Hooke, fisico, biologo e geologo inglese (n. 1635)
- 1705 - Adam van Lintz, poeta e matematico olandese
- 1706 - Johann Pachelbel, musicista, compositore e organista tedesco (n. 1653)
- 1707 - Aurangzeb, sovrano indiano (n. 1618)
- 1708 - Sigismondo Carlo Castelbarco, vescovo cattolico italiano (n. 1661)
- 1711 - Carlo d'Assia-Wanfried, nobile tedesco (n. 1649)
- 1716 - Michele Pio Fasoli, presbitero italiano (n. 1676)
- 1716 - Giulio Finocchi, religioso e storico italiano (n. 1639)
- 1716 - Samuele Marzorati, presbitero italiano (n. 1670)
- 1716 - Liberato Weiss, presbitero tedesco (n. 1675)
- 1717 - Pierre Allix, pastore protestante, teologo e scrittore francese (n. 1641)
- 1718 - Jean d'Estrées, presbitero, politico e diplomatico francese (n. 1666)
- 1719 - Jacques-Louis de Valon, militare e poeta francese (n. 1659)
- 1724 - Charles Piroye, organista, clavicembalista e compositore francese
- 1724 - Carl Raab, marinaio e militare svedese (n. 1659)
- 1726 - Petronilla Paolini Massimi, poetessa italiana (n. 1663)
- 1744 - Jean Barbeyrac, giurista francese (n. 1674)
- 1761 - Jean Jodin, orologiaio svizzero
- 1765 - William Stukeley, antiquario, medico e presbitero inglese (n. 1687)
- 1768 - Giovanni Antonio Pecci, letterato, storico e politico italiano (n. 1693)
- 1768 - Nicola Porpora, compositore italiano (n. 1686)
- 1772 - Giovanni Battista De Bonis, medico italiano (n. 1699)
- 1773 - Federico Marcello Lante Montefeltro della Rovere, cardinale e arcivescovo cattolico italiano (n. 1695)
- 1773 - Andrzej Poniatowski, nobile e generale polacco (n. 1735)
- 1775 - Richard Dunthorne, astronomo britannico (n. 1711)
- 1785 - Balthasar Ferdinand Moll, scultore austriaco (n. 1717)
- 1792 - Robert Adam, architetto scozzese (n. 1728)
- 1792 - Angelo Emo, ammiraglio italiano (n. 1731)
- 1793 - Federico Augusto di Anhalt-Zerbst, nobile tedesco (n. 1734)
- 1796 - Pierre-René Rogue, presbitero francese (n. 1758)
- 1797 - Yves Joseph de Kerguelen-Trémarec, navigatore francese (n. 1734)

## XIX secolo(76)
- 1802 - Giuseppe Cosserich Teodosio, vescovo cattolico dalmata (n. 1722)
- 1803 - María Isidra de Guzmán y de la Cerda, filosofa e traduttrice spagnola (n. 1767)
- 1804 - Giandomenico Tiepolo, pittore italiano (n. 1727)
- 1806 - Heinrich Christian Boie, scrittore tedesco (n. 1744)
- 1808 - Johan Christian Fabricius, entomologo, botanico e medico danese (n. 1745)
- 1808 - Anton von Maron, pittore austriaco (n. 1733)
- 1811 - Friedrich Heinrich Wiggers, botanico tedesco (n. 1746)
- 1813 - Ernst von Gemmingen-Hornberg, compositore e nobile tedesco (n. 1759)
- 1816 - Johann August von Starck, presbitero, teologo e saggista tedesco (n. 1741)
- 1817 - Alessandro Strozzi, militare italiano (n. 1758)
- 1818 - Simone Cantoni, architetto svizzero (n. 1739)
- 1818 - Pasquale Antonio Fiorella, generale francese (n. 1752)
- 1822 - Fleury, attore teatrale francese (n. 1750)
- 1822 - Franz Anton von Zauner, architetto austriaco (n. 1746)
- 1824 - Giovanni Battista Viotti, compositore e violinista italiano (n. 1755)
- 1831 - Pierre-Gabriel Berthault, incisore francese (n. 1737)
- 1835 - Francesco Antonio Baccari, presbitero e architetto italiano (n. 1747)
- 1836 - Otto Heinrich von Gemmingen-Hornberg, nobile, diplomatico e scrittore tedesco (n. 1755)
- 1840 - Hippolyte Cloquet, medico, zoologo e anatomista francese (n. 1787)
- 1842 - Paolo Caronni, incisore italiano (n. 1779)
- 1845 - Sof'ja Vladimirovna Golicyna, nobildonna russa (n. 1775)
- 1845 - Marco Mastrofini, filosofo, presbitero e matematico italiano (n. 1763)
- 1851 - Julien de Mallian, drammaturgo francese (n. 1805)
- 1852 - Auguste Marmont, generale francese (n. 1774)
- 1852 - Teresa Eustochio Verzeri, religiosa italiana (n. 1801)
- 1853 - Bartolomeo Grazioli, presbitero e patriota italiano (n. 1804)
- 1853 - Carlo Montanari, patriota italiano (n. 1810)
- 1853 - Tito Speri, patriota italiano (n. 1825)
- 1854 - Giovanni Battista Rubini, tenore italiano (n. 1794)
- 1855 - James Sevier Conway, politico statunitense (n. 1796)
- 1855 - Jacques-Charles Dupont de l'Eure, politico francese (n. 1767)
- 1855 - Antoine IX de Gramont, nobile e generale francese (n. 1789)
- 1855 - Koca Mehmed Hüsrev Pascià, militare e politico ottomano (n. 1769)
- 1855 - Robert Mills, architetto statunitense (n. 1781)
- 1856 - Ambrogio Bianchi, cardinale italiano (n. 1771)
- 1856 - Damat Gürcü Halil Rifat Pascià, ammiraglio ottomano
- 1857 - William Brown, ammiraglio irlandese (n. 1777)
- 1857 - Celestino Maria Cocle, arcivescovo cattolico italiano (n. 1783)
- 1858 - József Bajza, poeta e critico letterario ungherese (n. 1804)
- 1861 - Pierre Claude Louis Robert Tascher de La Pagerie, generale e politico francese (n. 1787)
- 1861 - Charles Emmanuel Sigismond de Montmorency-Luxembourg, nobile, militare e diplomatico francese (n. 1774)
- 1862 - Augusta di Reuss-Köstritz, nobile (n. 1822)
- 1863 - Benedetto Bunico, politico italiano (n. 1801)
- 1864 - Manley Hall Dixon, ammiraglio britannico (n. 1786)
- 1866 - Antonio Calì, scultore e pittore italiano (n. 1788)
- 1869 - Rosa Taddei, attrice teatrale e poetessa italiana (n. 1799)
- 1870 - Friedrich Boie, scienziato tedesco (n. 1789)
- 1871 - Michael Thonet, ebanista austro-ungarico (n. 1796)
- 1872 - Augusto Bozzi Granville, medico e patriota italiano (n. 1783)
- 1873 - Luigi Osio, archivista italiano (n. 1803)
- 1876 - Luigi Borgomainerio, decoratore, disegnatore e illustratore italiano (n. 1834)
- 1877 - Henry-Bonaventure Monnier, drammaturgo, illustratore e attore teatrale francese (n. 1799)
- 1878 - Joseph Bonomi il Giovane, scultore, disegnatore e egittologo inglese (n. 1796)
- 1879 - William Kingdon Clifford, matematico e filosofo britannico (n. 1845)
- 1879 - Samuele Della Vida, dirigente d'azienda, imprenditore e banchiere italiano (n. 1788)
- 1880 - Carl Ludwig Kirschbaum, entomologo tedesco (n. 1812)
- 1881 - Mikuláš Štefan Ferienčík, giornalista, scrittore e attivista slovacco (n. 1825)
- 1881 - Josip Jurčič, scrittore sloveno (n. 1844)
- 1881 - Ferdinando Zannetti, medico e chirurgo italiano (n. 1801)
- 1883 - Theodor Hahn, farmacista, medico e scrittore tedesco (n. 1824)
- 1884 - John Montagu, VII conte di Sandwich, nobile e politico inglese (n. 1811)
- 1886 - Alfred Assollant, romanziere francese (n. 1827)
- 1888 - Tommaso Abbate, politico e economista italiano (n. 1820)
- 1888 - Charles Manners, VI duca di Rutland, politico britannico (n. 1815)
- 1889 - Louis Piccon, politico francese (n. 1804)
- 1890 - Adalbert von Bredow, ufficiale tedesco (n. 1814)
- 1890 - Innocenzo da Berzo, presbitero italiano (n. 1844)
- 1890 - Marino Turchi, patriota, scienziato e filantropo italiano (n. 1808)
- 1891 - Tommaso Corsi, avvocato e politico italiano (n. 1814)
- 1892 - Camillo Brambilla, numismatico italiano (n. 1809)
- 1895 - Gavino Cano, zoologo e naturalista italiano (n. 1862)
- 1897 - Giuseppe Sagarriga Visconti, avvocato, imprenditore e politico italiano (n. 1826)
- 1900 - Bartolommeo Capasso, storico e archivista italiano (n. 1815)
- 1900 - Ludwig Purtscheller, alpinista austriaco (n. 1849)
- 1900 - Franz Heinrich Reusch, teologo tedesco (n. 1823)
- 1900 - Georg Friedrich Wilhelm Rümker, astronomo tedesco (n. 1832)

## XX secolo(253)
- 1902 - Isaäc Dignus Fransen van de Putte, politico olandese (n. 1822)
- 1903 - František Ladislav Rieger, patriota ceco (n. 1818)
- 1904 - E.T. Jones, nuotatore britannico (n. 1850)
- 1907 - Adolphe de Calassanti-Motylinski, orientalista francese (n. 1854)
- 1907 - Ada Howard, docente statunitense (n. 1829)
- 1912 - Rodolfo Boselli, militare italiano (n. 1887)
- 1912 - Michele D'Angelo, militare italiano (n. 1868)
- 1912 - Oskar Enkvist, ammiraglio russo (n. 1849)
- 1912 - Raymond Saleilles, giurista francese (n. 1855)
- 1916 - George Huntington, medico statunitense (n. 1850)
- 1918 - Nestore Caggiano, compositore e oboista italiano (n. 1888)
- 1918 - Shimun XIX Benyamin, vescovo cristiano orientale siro (n. 1885)
- 1920 - Giovan Battista Asperti, militare italiano (n. 1839)
- 1921 - George Barlow, calciatore inglese (n. 1885)
- 1921 - Pierre Cuypers, architetto olandese (n. 1827)
- 1921 - Auguste Mercier, generale e politico francese (n. 1833)
- 1923 - Georg von Rosen, pittore svedese (n. 1843)
- 1923 - Dante Testa, attore teatrale, attore e regista italiano (n. 1861)
- 1924 - Felice Bennati, politico e patriota italiano (n. 1856)
- 1924 - Vincenzo Bettoni Cazzago, politico italiano (n. 1856)
- 1924 - Margaret Louisa Vanderbilt, filantropa statunitense (n. 1845)
- 1925 - Agustín de Iturbide y Green, nobile e politico messicano (n. 1863)
- 1926 - Julius Epstein, pianista croato (n. 1832)
- 1926 - Sidney Lee, scrittore e biografo britannico (n. 1859)
- 1926 - Eugenia Mantelli, mezzosoprano italiana (n. 1860)
- 1927 - Fausto Guiotto, ingegnere italiano (n. 1839)
- 1928 - Jan Toorop, pittore olandese (n. 1858)
- 1930 - Liliana Castagnola, cantante e soubrette italiana (n. 1895)
- 1930 - Ivan Konstantinovič Grigorovič, ammiraglio russo (n. 1853)
- 1930 - Algernon Keith-Falconer, IX conte di Kintore, politico scozzese (n. 1852)
- 1931 - Frederick Barrett, marittimo britannico (n. 1883)
- 1931 - Paolo Gaffuri, editore italiano (n. 1849)
- 1931 - Faiz Mohammad Katib Hazara, scrittore, storico e calligrafo afghano (n. 1860)
- 1932 - Eugen d'Albert, pianista e compositore tedesco (n. 1864)
- 1932 - Joseph M. Brown, politico statunitense (n. 1851)
- 1932 - Enrico Alberto d'Albertis, navigatore, scrittore e etnologo italiano (n. 1846)
- 1932 - William Holden, attore statunitense (n. 1862)
- 1932 - Alfieri Maserati, pilota automobilistico e imprenditore italiano (n. 1887)
- 1933 - Robert Radford, basso britannico (n. 1874)
- 1934 - Wolfgang Pauly, compositore di scacchi rumeno (n. 1876)
- 1934 - Alexander von Salzmann, pittore e scenografo russo (n. 1874)
- 1935 - Archimede Bellatalla, poeta italiano (n. 1876)
- 1935 - Giovanni De Martino, scultore italiano (n. 1870)
- 1935 - Arturo Triangi di Maderno e Laces, militare e politico italiano (n. 1864)
- 1936 - Grigorij Efimovič Grum-Gržimajlo, entomologo e geografo russo (n. 1860)
- 1936 - Edoardo Enrico Morabito, militare e giornalista italiano (n. 1908)
- 1936 - Ivo Oliveti, politico, aviatore e militare italiano (n. 1895)
- 1936 - Reftaridil Kadin, ottomana (n. 1838)
- 1937 - Concepción Cabrera de Armida, scrittrice e mistica messicana (n. 1862)
- 1937 - Federico Padovani, militare italiano (n. 1912)
- 1938 - Albert Aublet, pittore francese (n. 1851)
- 1938 - Miksa Déri, ingegnere ungherese (n. 1854)
- 1938 - Sholom Schwartzbard, poeta e anarchico russo (n. 1886)
- 1939 - Auguste-Maurice Clément, vescovo cattolico francese (n. 1865)
- 1939 - Nicola V di Alessandria, vescovo ortodosso greco (n. 1876)
- 1939 - Edmund Beecher Wilson, genetista e zoologo statunitense (n. 1856)
- 1940 - Karl Muck, direttore d'orchestra tedesco (n. 1859)
- 1942 - Nilo Borgia, monaco cristiano italiano (n. 1870)
- 1942 - Hugo Mantel, calciatore tedesco (n. 1907)
- 1942 - Yvonne Prévost, tennista francese (n. 1878)
- 1942 - Amedeo di Savoia-Aosta, generale e aviatore italiano (n. 1898)
- 1943 - Henri Focillon, storico dell'arte, incisore e poeta francese (n. 1881)
- 1943 - Ludwig Leinberger, calciatore tedesco (n. 1903)
- 1943 - Judikje Simons, ginnasta olandese (n. 1904)
- 1944 - Michele Bonaglia, pugile italiano (n. 1905)
- 1944 - Giacomo Buranello, partigiano italiano (n. 1921)
- 1944 - Giosuè Cattarossi, vescovo cattolico italiano (n. 1863)
- 1944 - Luigi Cauvin, generale italiano (n. 1856)
- 1944 - Georges Denola, regista e attore francese (n. 1865)
- 1944 - Teresa Gullace, italiana (n. 1907)
- 1944 - Paul-Émile Janson, politico belga (n. 1872)
- 1944 - Louisa Montagu, nobildonna inglese (n. 1856)
- 1944 - Guido Volpi, tenore italiano (n. 1889)
- 1945 - Luigi Bauch, poeta italiano (n. 1873)
- 1945 - Bernardo Castagneri, partigiano italiano (n. 1909)
- 1945 - Ercole Chiolerio, partigiano italiano (n. 1928)
- 1945 - Johann Friedländer, generale austriaco (n. 1882)
- 1945 - Gino Mellano, partigiano italiano (n. 1923)
- 1945 - Ernst Pistulla, pugile tedesco (n. 1906)
- 1945 - Kurt Schmidt, generale tedesco (n. 1891)
- 1946 - Giulio Bernardini, architetto italiano (n. 1863)
- 1946 - León Cortés Castro, politico costaricano (n. 1882)
- 1946 - Benvenuto Fineschi, fantino italiano (n. 1868)
- 1946 - Pauline Whittier, golfista statunitense (n. 1876)
- 1947 - Cecil Haig, schermidore britannico (n. 1862)
- 1947 - Paul-Louis Simond, medico e biologo francese (n. 1858)
- 1950 - Gerald Kitson, generale britannico (n. 1856)
- 1950 - Eugen Klöpfer, attore tedesco (n. 1886)
- 1952 - Antonio Cercariolo, presbitero italiano (n. 1877)
- 1952 - Agostino Lanzillo, sindacalista, politico e economista italiano (n. 1886)
- 1953 - Josef Fischer, ciclista su strada tedesco (n. 1865)
- 1953 - James J. Jeffries, pugile e arbitro di pugilato statunitense (n. 1875)
- 1953 - Theo Koppen, lottatore statunitense (n. 1870)
- 1953 - Giordano Pratolongo, politico e partigiano italiano (n. 1905)
- 1954 - Ambrogio Annoni, architetto e teorico dell'architettura italiano (n. 1882)
- 1954 - Cesare Brambilla, ciclista su strada italiano (n. 1885)
- 1954 - Emily Fitzroy, attrice britannica (n. 1860)
- 1954 - Hugh Roddin, pugile britannico (n. 1887)
- 1954 - Alfredo Siniscalchi, funzionario italiano (n. 1885)
- 1954 - George Wiley, pistard statunitense (n. 1881)
- 1955 - Guillermo Airaldi, cestista peruviano (n. 1923)
- 1955 - Katharine Mary Drexel, religiosa statunitense (n. 1858)
- 1955 - Lewis Spence, poeta e giornalista scozzese (n. 1874)
- 1956 - Francesco Arata, pittore e architetto italiano (n. 1890)
- 1956 - Costantino Baroni, storico dell'arte, critico d'arte e archivista italiano (n. 1905)
- 1957 - Antioco Casula, poeta italiano (n. 1878)
- 1957 - Raffaello Celommi, pittore italiano (n. 1881)
- 1957 - Manning Haynes, regista e attore britannico (n. 1889)
- 1957 - Amelie Posse, scrittrice, giornalista e pianista svedese (n. 1884)
- 1958 - Ivan Krasko, poeta, scrittore e traduttore slovacco (n. 1876)
- 1958 - Eugène Langenove, calciatore francese (n. 1899)
- 1958 - Wilhelm Zaisser, politico tedesco (n. 1893)
- 1959 - Lou Costello, attore e comico statunitense (n. 1906)
- 1959 - Paul Mulla, presbitero e islamista turco (n. 1891)
- 1959 - Paul Nicolas, calciatore e allenatore di calcio francese (n. 1899)
- 1960 - Vincenzo Coppo, calciatore italiano (n. 1905)
- 1960 - Romeo Musa, artista italiano (n. 1882)
- 1960 - Angelo Tasca, politico, scrittore e storico italiano (n. 1892)
- 1961 - Alan Bailey, canottiere canadese (n. 1881)
- 1961 - Paul Wittgenstein, pianista austriaco (n. 1887)
- 1962 - Pierre Benoît, romanziere francese (n. 1886)
- 1962 - Cairine Wilson, politica canadese (n. 1885)
- 1963 - Dorothy Hansine Andersen, patologa e pediatra statunitense (n. 1901)
- 1963 - Emilio Bello Codesido, diplomatico e politico cileno (n. 1868)
- 1963 - Faustino Pérez-Manglano Magro, spagnolo (n. 1946)
- 1963 - Emil Reichl, calciatore austriaco (n. 1889)
- 1964 - Gastón Mallet, architetto francese (n. 1875)
- 1965 - Renato Biasutti, geografo e etnologo italiano (n. 1878)
- 1965 - Carlo Gatti, musicologo e critico musicale italiano (n. 1876)
- 1965 - Guglielmo Ghislandi, politico italiano (n. 1877)
- 1966 - Alfonso Castaldo, cardinale e arcivescovo cattolico italiano (n. 1890)
- 1966 - William Frawley, attore statunitense (n. 1887)
- 1966 - Augusto Masetti, anarchico italiano (n. 1888)
- 1966 - Alice Pearce, attrice statunitense (n. 1917)
- 1966 - Murray Raney, ingegnere meccanico statunitense (n. 1885)
- 1967 - Vittorio Tredici, politico italiano (n. 1892)
- 1967 - Mihailo Vukdragović, compositore e direttore d'orchestra serbo (n. 1900)
- 1969 - Fred Alexander, tennista statunitense (n. 1880)
- 1969 - Béatrix Dussane, attrice francese (n. 1888)
- 1969 - Alessandro Mazzoletti, calciatore italiano (n. 1905)
- 1969 - Vincenzo Monaco, architetto italiano (n. 1911)
- 1969 - Maria Teresa Ricci, sceneggiatrice e regista italiana (n. 1912)
- 1969 - Aleksandr Kazimirovič Toluš, scacchista sovietico (n. 1910)
- 1971 - Alfred Desenclos, compositore francese (n. 1912)
- 1971 - Nani Grassetto, imprenditore italiano (n. 1910)
- 1971 - Victor Leemans, politico belga (n. 1901)
- 1971 - Virgilio Paladini, filologo classico italiano (n. 1912)
- 1971 - Gabino Sosa, calciatore argentino (n. 1899)
- 1972 - Pavel Komarov, calciatore sovietico (n. 1913)
- 1972 - Harold Young, regista e montatore statunitense (n. 1897)
- 1973 - József Bánás, calciatore e allenatore di calcio ungherese (n. 1894)
- 1973 - Rachel Dübendorfer, agente segreta polacca (n. 1900)
- 1973 - Romolo Ferrario, calciatore italiano (n. 1893)
- 1973 - Nikolaj Vasil'evič Nikitin, architetto e ingegnere sovietico (n. 1907)
- 1973 - Vera Panova, scrittrice russa (n. 1905)
- 1974 - Carl Burckhardt, diplomatico svizzero (n. 1891)
- 1974 - John Cooper, ostacolista e velocista britannico (n. 1940)
- 1974 - Vieri Luschi, fantino italiano (n. 1911)
- 1974 - Michail Klavdievič Tichonravov, ingegnere sovietico (n. 1900)
- 1974 - Frank Wilcox, attore statunitense (n. 1907)
- 1975 - Pedro Aleixo, politico e avvocato brasiliano (n. 1901)
- 1975 - Julio Álvarez del Vayo, politico spagnolo (n. 1891)
- 1975 - Attilio Bescapè, sollevatore italiano (n. 1910)
- 1975 - Enzo Di Gianni, poeta, editore e regista italiano (n. 1908)
- 1975 - Karl Fabel, compositore di scacchi tedesco (n. 1905)
- 1975 - Therese Giehse, attrice tedesca (n. 1898)
- 1975 - Edward H. Griffith, regista, sceneggiatore e produttore cinematografico statunitense (n. 1894)
- 1975 - Domenico Larussa, politico e avvocato italiano (n. 1900)
- 1975 - László Németh, scrittore ungherese (n. 1901)
- 1976 - Carl Clemens Bücker, aviatore, progettista e imprenditore tedesco (n. 1895)
- 1976 - Ray Gilbert, paroliere statunitense (n. 1912)
- 1976 - Ādolfs Grasis, cestista e allenatore di pallacanestro lettone (n. 1905)
- 1976 - Doris Hill, attrice statunitense (n. 1905)
- 1976 - Koos van der Kaay, scultore olandese (n. 1899)
- 1976 - Pierre Molinier, pittore e fotografo francese (n. 1900)
- 1977 - Brian Faulkner, politico britannico (n. 1921)
- 1978 - Italo Formichella, avvocato e politico italiano (n. 1893)
- 1978 - Otto Steinert, fotografo tedesco (n. 1915)
- 1978 - Sylvester Wackerle, bobbista tedesco (n. 1908)
- 1978 - Georg Morgenstierne, linguista norvegese (n. 1892)
- 1979 - Disma Ferrario, mezzofondista italiano (n. 1899)
- 1980 - Royes Fernandez, ballerino statunitense (n. 1929)
- 1981 - Rebecca Lancefield, microbiologa statunitense (n. 1895)
- 1982 - Sepp Bradl, saltatore con gli sci austriaco (n. 1918)
- 1982 - Vittorio Dalla Volta, matematico italiano (n. 1918)
- 1982 - Raymond Oliver Faulkner, egittologo britannico (n. 1894)
- 1982 - Sarah Ferrati, attrice italiana (n. 1909)
- 1982 - Ivy Gordon-Lennox, nobildonna inglese (n. 1887)
- 1982 - Sekine Kankotan, turca (n. 1922)
- 1982 - Georges Perec, scrittore francese (n. 1936)
- 1982 - Alan Villiers, navigatore, scrittore e fotografo australiano (n. 1903)
- 1983 - Francesco Cacciatore, politico e sindacalista italiano (n. 1904)
- 1983 - Hergé, fumettista belga (n. 1907)
- 1984 - Thubten Yeshe, monaco buddhista tibetano (n. 1935)
- 1985 - Kyril Bonfiglioli, scrittore inglese (n. 1928)
- 1985 - Sarah Gibson Blanding, docente statunitense (n. 1898)
- 1985 - Connie Gilchrist, attrice statunitense (n. 1901)
- 1985 - Baldovino de Ligne, principe belga (n. 1918)
- 1985 - Iosif Samuilovič Šklovskij, astrofisico sovietico (n. 1916)
- 1986 - Peter Capell, attore tedesco (n. 1912)
- 1986 - Léonard Daghelinckx, pistard belga (n. 1900)
- 1986 - Guido Graziani, allenatore di pallacanestro, allenatore di baseball e dirigente sportivo italiano (n. 1896)
- 1987 - Pietro Gramigna, militare italiano (n. 1912)
- 1987 - Danny Kaye, attore, cantante e ballerino statunitense (n. 1913)
- 1987 - Balilla Lombardi, calciatore italiano (n. 1916)
- 1988 - Henryk Szeryng, violinista polacco (n. 1918)
- 1988 - Alfred Thielmann, generale tedesco (n. 1892)
- 1988 - Lois Wilson, attrice statunitense (n. 1894)
- 1988 - Sewall Wright, genetista statunitense (n. 1889)
- 1989 - Karl Felderer, paroliere italiano (n. 1895)
- 1989 - Kenneth Hegan, calciatore inglese (n. 1901)
- 1989 - Walter Lazzaro, pittore, attore e docente italiano (n. 1914)
- 1989 - Stanisław Szmajzner, superstite dell'Olocausto e partigiano polacco (n. 1927)
- 1990 - Roberto Bertol, calciatore spagnolo (n. 1917)
- 1990 - Gérard Blitz, imprenditore e pallanuotista belga (n. 1912)
- 1990 - Charlotte Moore Sitterly, astronoma statunitense (n. 1898)
- 1991 - Mykola Bahlej, cestista sovietico (n. 1937)
- 1991 - Vance Colvig, attore, compositore e doppiatore statunitense (n. 1918)
- 1991 - Antoine Tassy, allenatore di calcio e calciatore haitiano (n. 1924)
- 1992 - Robert Beatty, attore canadese (n. 1909)
- 1992 - Laurent Henric, calciatore francese (n. 1905)
- 1992 - Lella Lombardi, pilota automobilistica italiana (n. 1941)
- 1992 - Dante Maggio, attore italiano (n. 1909)
- 1993 - Milton Pessanha, calciatore brasiliano (n. 1932)
- 1993 - Carlos Montoya, chitarrista e compositore spagnolo (n. 1903)
- 1993 - Nello Pini, designer, ebanista e imprenditore italiano (n. 1921)
- 1993 - Eduardo Poveda Rodríguez, vescovo cattolico spagnolo (n. 1925)
- 1993 - Albert Sabin, medico e virologo polacco (n. 1906)
- 1994 - Alberto Mario Cavallotti, medico e politico italiano (n. 1907)
- 1994 - Roman Haubenstock-Ramati, compositore e editore polacco (n. 1919)
- 1994 - Karel Kryl, cantautore e compositore ceco (n. 1944)
- 1994 - Rune Källqvist, pallanuotista svedese (n. 1929)
- 1994 - John Edward Williams, romanziere e poeta statunitense (n. 1922)
- 1995 - Đàm Quang Trung, generale vietnamita (n. 1921)
- 1996 - Claudie Clèves, attrice e sceneggiatrice francese (n. 1905)
- 1996 - Marguerite Duras, scrittrice, regista e sceneggiatrice francese (n. 1914)
- 1996 - Franz Herber, militare tedesco (n. 1908)
- 1996 - John Joseph Krol, cardinale e arcivescovo cattolico statunitense (n. 1910)
- 1996 - Léo Malet, scrittore francese (n. 1909)
- 1996 - Enrico Muzzio, calciatore italiano (n. 1936)
- 1996 - Mario Nicolini, calciatore e allenatore di calcio italiano (n. 1912)
- 1996 - Meyer Schapiro, storico dell'arte statunitense (n. 1904)
- 1997 - Giovanni Caberlotto, imprenditore e dirigente sportivo italiano (n. 1941)
- 1997 - Aldo Capasso, poeta e scrittore italiano (n. 1909)
- 1997 - Erik Waaler, medico norvegese (n. 1903)
- 1998 - Giuseppe Caron, politico italiano (n. 1904)
- 1999 - Alfredo Clerici, cantante italiano (n. 1911)
- 1999 - Carlo De Carli, architetto, designer e teorico dell'architettura italiano (n. 1910)
- 1999 - Jackson C. Frank, cantautore statunitense (n. 1943)
- 1999 - Gerhard Herzberg, fisico e chimico canadese (n. 1904)
- 1999 - Lee Philips, attore e regista statunitense (n. 1927)
- 2000 - Toni Ortelli, alpinista, direttore di coro e compositore italiano (n. 1904)
- 2000 - Nicole van Goethem, animatrice e illustratrice belga (n. 1941)

## XXI secolo(148)
- 2001 - Nicola Cotecchia, politico e funzionario italiano (n. 1914)
- 2001 - Maija Isola, designer finlandese (n. 1927)
- 2001 - Sandro Petrucci, giornalista italiano (n. 1931)
- 2001 - Ruhi Sarıalp, triplista turco (n. 1924)
- 2001 - Eugene Sledge, militare statunitense (n. 1923)
- 2002 - Charles H. MacDonald, militare e aviatore statunitense (n. 1914)
- 2002 - Paulo Pinto, cestista portoghese (n. 1974)
- 2003 - Horst Buchholz, attore tedesco (n. 1933)
- 2003 - Claudio Cavallaro, compositore e cantante italiano (n. 1934)
- 2003 - Dick Garrard, lottatore australiano (n. 1911)
- 2003 - Luis Marden, fotografo, esploratore e regista statunitense (n. 1913)
- 2003 - Guido Anton Muss, scultore italiano (n. 1941)
- 2003 - Goffredo Petrassi, compositore italiano (n. 1904)
- 2003 - Saverio Terruso, pittore italiano (n. 1939)
- 2004 - Cecily Adams, attrice televisiva statunitense (n. 1958)
- 2004 - Edi Consolo, alpinista, sciatore e pittore italiano (n. 1908)
- 2004 - Arthur Kempel, compositore statunitense (n. 1945)
- 2004 - Giangabriele Menichini, militare italiano (n. 1964)
- 2004 - Enrico Opocher, filosofo e giurista italiano (n. 1914)
- 2004 - Pedro Pietri, poeta portoricano (n. 1944)
- 2005 - Rinus Michels, calciatore e allenatore di calcio olandese (n. 1928)
- 2006 - Ivor Cutler, poeta, cantautore e umorista scozzese (n. 1923)
- 2006 - Else Fischer, ballerina e coreografa svedese (n. 1918)
- 2006 - Adriano Gransinigh, generale e storico italiano (n. 1932)
- 2007 - Osvaldo Cavandoli, animatore, regista e fumettista italiano (n. 1920)
- 2007 - Dino Dondi, baritono italiano (n. 1925)
- 2007 - Benito Lorenzi, calciatore e allenatore di calcio italiano (n. 1925)
- 2007 - Elvina Ramella, soprano italiano (n. 1927)
- 2007 - Saul Swimmer, regista e produttore cinematografico statunitense (n. 1936)
- 2007 - Henri Troyat, scrittore e storico francese (n. 1911)
- 2008 - Bertil Albertsson, mezzofondista svedese (n. 1921)
- 2008 - Giuseppe Di Stefano, tenore italiano (n. 1921)
- 2008 - Maria Gabriela Llansol, scrittrice e traduttrice portoghese (n. 1931)
- 2008 - Alfonso Ottaviani, pentatleta italiano (n. 1937)
- 2008 - Annemarie Renger, politica tedesca (n. 1919)
- 2008 - Norman Smith, produttore discografico e batterista britannico (n. 1923)
- 2008 - František Stibitz, cestista, pallavolista e dirigente sportivo cecoslovacco (n. 1917)
- 2008 - Alberto Tognoli, matematico italiano (n. 1937)
- 2009 - Sydney Chaplin, attore statunitense (n. 1926)
- 2009 - Flemming Flindt, ballerino, coreografo e direttore artistico danese (n. 1936)
- 2009 - Bogdan Jerković, regista, direttore artistico e docente croato (n. 1925)
- 2010 - Marija Dolina, aviatrice sovietica (n. 1922)
- 2010 - Franz Eibler, sollevatore austriaco (n. 1924)
- 2010 - Michael Foot, politico, giornalista e scrittore britannico (n. 1913)
- 2010 - Oleg Tjurin, canottiere sovietico (n. 1937)
- 2011 - Aldo Clementi, compositore e teorico musicale italiano (n. 1925)
- 2011 - Paquito Diaz, attore e regista filippino (n. 1932)
- 2011 - James Elliot, astronomo statunitense (n. 1943)
- 2011 - Irena Kwiatkowska, attrice polacca (n. 1912)
- 2011 - Mauro Masi, pittore italiano (n. 1920)
- 2012 - Leonardo Cimino, attore statunitense (n. 1917)
- 2012 - Tunç Erim, cestista turco (n. 1935)
- 2012 - Sebastiano Fresta, storico e politico italiano (n. 1924)
- 2012 - Bianca Lokar, nuotatrice italiana (n. 1915)
- 2012 - Frank Marocco, fisarmonicista statunitense (n. 1931)
- 2012 - Ralph McQuarrie, artista e illustratore statunitense (n. 1929)
- 2012 - Ronnie Montrose, chitarrista statunitense (n. 1947)
- 2013 - Raffaele Anguilla, calciatore e allenatore di calcio italiano (n. 1915)
- 2013 - Luis Cubilla, allenatore di calcio e calciatore uruguaiano (n. 1940)
- 2013 - Herz Frank, regista sovietico (n. 1926)
- 2013 - Giovanni Gavagnin, cestista e allenatore di pallacanestro italiano (n. 1936)
- 2013 - Danie Krige, ingegnere sudafricano (n. 1919)
- 2013 - Giuseppe Pederiali, scrittore, fumettista e giornalista italiano (n. 1937)
- 2013 - Pierre Pellerin, medico francese (n. 1923)
- 2013 - Bill Porter, mercante statunitense (n. 1932)
- 2013 - Bart Quinn, cestista statunitense (n. 1917)
- 2013 - José Sancho, attore spagnolo (n. 1944)
- 2013 - George Wearring, cestista canadese (n. 1928)
- 2014 - Robert Ashley, compositore statunitense (n. 1930)
- 2014 - Christine Buchegger, attrice austriaca (n. 1942)
- 2014 - Sherwin B. Nuland, chirurgo e scrittore statunitense (n. 1930)
- 2014 - Bill Pogue, astronauta statunitense (n. 1930)
- 2014 - Billy Robinson, wrestler britannico (n. 1938)
- 2015 - Lynn Borden, attrice statunitense (n. 1937)
- 2015 - André Brulé, ciclista su strada e ciclocrossista francese (n. 1922)
- 2015 - Bruna Corrà, attrice italiana (n. 1931)
- 2015 - Zoe Leader, doppiatrice statunitense (n. 1949)
- 2016 - Marcello De Cecco, economista italiano (n. 1939)
- 2016 - Eiji Ezaki, wrestler giapponese (n. 1968)
- 2016 - Francesco Guidolin, sindacalista e politico italiano (n. 1923)
- 2016 - Natal'ja Kračkovskaja, attrice sovietica (n. 1938)
- 2016 - Juvenal Sáenz, cestista, giocatore di baseball e allenatore di pallacanestro ecuadoriano (n. 1919)
- 2016 - Sarah Tait, canottiera australiana (n. 1983)
- 2017 - Roberta Alloisio, attrice teatrale e cantautrice italiana (n. 1964)
- 2017 - Míriam Colón, attrice portoricana (n. 1936)
- 2017 - Nathan George, attore statunitense (n. 1936)
- 2017 - Raymond Kopa, calciatore francese (n. 1931)
- 2017 - René Préval, agronomo e politico haitiano (n. 1943)
- 2018 - Roger Bannister, mezzofondista britannico (n. 1929)
- 2018 - Mimmo Càndito, giornalista e scrittore italiano (n. 1941)
- 2018 - Tonia Carrero, attrice brasiliana (n. 1922)
- 2018 - Frank Doubleday, attore statunitense (n. 1945)
- 2018 - Renzo Franzo, politico italiano (n. 1914)
- 2018 - Mario Garbi, politico e operaio italiano (n. 1930)
- 2018 - Sabit Hadžić, cestista e allenatore di pallacanestro bosniaco (n. 1957)
- 2018 - Enzo Lippolis, archeologo italiano (n. 1956)
- 2018 - Virgilijus Noreika, tenore lituano (n. 1935)
- 2018 - David Ogden Stiers, attore, doppiatore e musicista statunitense (n. 1942)
- 2018 - Derek Saunders, calciatore inglese (n. 1928)
- 2018 - Robert Scheerer, regista televisivo statunitense (n. 1928)
- 2018 - Arthur Stewart, allenatore di calcio e calciatore nordirlandese (n. 1943)
- 2019 - Bobbi Fiedler, politica statunitense (n. 1937)
- 2019 - Ted Lindsay, hockeista su ghiaccio canadese (n. 1925)
- 2019 - Lee Wen, artista singaporiano (n. 1957)
- 2020 - Tecla Famiglietti, religiosa italiana (n. 1936)
- 2020 - Stanisław Kania, politico polacco (n. 1927)
- 2020 - Jörg Luther, giurista tedesco (n. 1959)
- 2020 - Nicolas Portal, ciclista su strada e dirigente sportivo francese (n. 1979)
- 2020 - Roberto Sorrentino, ingegnere italiano (n. 1947)
- 2021 - Medea Abrahamyan, violoncellista armena (n. 1932)
- 2021 - Hans Blumer, nuotatore svizzero (n. 1928)
- 2021 - Michele Borrelli, pedagogista e filosofo italiano (n. 1947)
- 2021 - Aurelio Cortesi, architetto italiano (n. 1931)
- 2021 - Jim Crockett, imprenditore e dirigente sportivo statunitense (n. 1944)
- 2021 - Wilhelm Eliassen, calciatore norvegese (n. 1935)
- 2021 - Nicola Pagett, attrice britannica (n. 1945)
- 2022 - Tim Considine, attore e fotografo statunitense (n. 1940)
- 2022 - Francesca Gargallo, scrittrice e poetessa messicana (n. 1956)
- 2022 - Denroy Morgan, cantante giamaicano (n. 1945)
- 2022 - Kyotaro Nishimura, scrittore giapponese (n. 1930)
- 2022 - Maryan Wisnieski, calciatore francese (n. 1937)
- 2022 - Dean Woods, pistard australiano (n. 1966)
- 2022 - Rich Yonakor, cestista statunitense (n. 1958)
- 2023 - Bruno Astorre, politico italiano (n. 1963)
- 2023 - Remo Cacitti, storico e filantropo italiano (n. 1948)
- 2023 - Carlos Garnett, sassofonista panamense (n. 1938)
- 2023 - Hanna Jansen, cestista olandese
- 2023 - David Lindley, cantante e polistrumentista statunitense (n. 1944)
- 2023 - Jaak Lipso, cestista sovietico (n. 1940)
- 2023 - Argentina Menis, discobola rumena (n. 1948)
- 2023 - Franco Mulas, pittore italiano (n. 1938)
- 2023 - Kenzaburō Ōe, scrittore giapponese (n. 1935)
- 2023 - Alexandru Scripcenco, calciatore moldavo (n. 1991)
- 2023 - Tom Sizemore, attore, produttore cinematografico e cantante statunitense (n. 1961)
- 2023 - Margherita Spiluttini, fotografa austriaca (n. 1947)
- 2023 - Rafael Viñoly, architetto uruguaiano (n. 1944)
- 2024 - Alexandre Baptista, calciatore portoghese (n. 1942)
- 2024 - Edward Bond, drammaturgo, poeta e sceneggiatore britannico (n. 1934)
- 2024 - Carlo Borzaga, economista italiano (n. 1948)
- 2024 - Roberto Fleitas, calciatore e allenatore di calcio uruguaiano (n. 1933)
- 2024 - Oscar Ghiglia, chitarrista italiano (n. 1938)
- 2024 - Bob Harrison, cestista e allenatore di pallacanestro statunitense (n. 1927)
- 2024 - Agbéyomé Kodjo, politico togolese (n. 1954)
- 2024 - Atie Voorbij, nuotatrice olandese (n. 1940)
- 2025 - Luigi Conti, mezzofondista e maratoneta italiano (n. 1937)
- 2025 - Lincoln Díaz-Balart, politico e avvocato statunitense (n. 1954)
- 2025 - Eleonora Giorgi, attrice italiana (n. 1953)
- 2025 - Felicia Ţilea, giavellottista rumena (n. 1967)

## Senza anno specificato(1)
- Santa Non, religiosa inglese (n. 475)